# Синофобија
Синофобија или антикинеско расположење је сентимент против Кине, њеног народа, кинеске културе или кинеске дијаспоре у иностранству. Синофобија често циља на кинеске мањине које живе ван Кине и укључује имиграцију, развој националног идентитета у суседним земљама, неједнакост у богатству, прошли централни порески систем, односе већине и мањина, империјалистичко наслеђе и расизам.

## Историја
Сматра се да је Лорд Палмерстон (који се често сматра духовним праоцем данашњег либералног  интервенционизма. јер се истицао изузетном агресивношћу према другим државама),  сматра се одговоран за покретање Првог опијумског рата (1839-1842) са  династијом Ћинг. Он је сматрао кинеску културу „нецивилизованом“, а његови негативни ставови о Кини играли су велику улогу у његовој одлуци да објави рат. Након кинеског пораза у Другом опијумском рату, лорд Елгин је, по доласку у Пекинг 1860. године, наредио да се из освете отпусоши и спали кинеска царска летња палата.
У Сједињеним Америчким Државама, Закон о искључењу Кине из 1882. године усвојен је као одговор на растућу синофобију и насиље над Кинезима. Овај заком забранио је сву имиграцију кинеских радника и претворио оне који су већ у земљи у људе другог реда.
Током Хладног рата, антикинеско расположење постало је трајна појава у медијима западног света и антикомунистичких земаља након успостављања Народне Републике Кине 1949.године. 
Од 1950-их до 1980-их, антикинеско расположење је било високо у Јужној Кореји, као резултат кинеске интервенције против јужнокорејске војске у Корејском рату (1950-1953). Од тада па до данас синофобија је на високом нивоу јер многи Корејци и даље верују да је Кина извршила поделу Кореје на две земље.

## Епидемиологија
Амерички истраживачки центар Пев је 2013. године спровео истраживање о синофобији, откривши да се на Кину позитивно гледа само у половини (19 од 38) испитаних нација, искључујући Кину. Највеће присталице Пекинга биле су у:
- Азији, Малезији (81%) и Пакистану (81%);

- Африци, Кенија (78%), Сенегал (77%) и Нигерија (76%)

- Латинској Америки, посебно у земљама које зависе од кинеског тржишта, као што су Венецуела (71%), Бразил (65%) и Чиле (62%).

Антикинеско расположење најукорњеније је на Западу и другим азијским земљама: само 28% Немаца и Италијана и 37% Американаца гледало је благонаклоно на Кину, док је у Јапану само 5% испитаника имало позитивно мишљење о Кини (само 11 од 38 испитаних нација најмање половина испитаника негативно гледа на Кину). Испитано је да Јапан има највише антикинеског расположења, при чему 93% негативно гледа на Народну Републику Кину, укључујући 48% Јапанаца који имају веома неповољно мишљење о Кини. Већина у Немачкој (64%), Италији (62%) и Израелу (60%) такође је имала негативан став о Кини. Пораст антикинеског расположења у Немачкој био је посебно упадљив: када је са 33% несклоности у 2006. нарасло на 64% у анкети из 2013. (упркос успеху Немачке у извозу у Кину).
Упркос општој привлачности Кине младима, половина или више људи анкетираних у 26 од 38 земаља сматра да је Кина деловала једнострано у међународним односима, посебно повећањем тензија између Кине и других суседних земаља, искључујући Русију , због територијалних спорова. Ова забринутост да Пекинг није узео у обзир интересе других земаља приликом доношења спољнополитичких одлука била је посебно јака у Азијско-пацифичком региону – у Јапану (89%), Јужној Кореји (79%) и Аустралији (79%) – и у Европи – у Шпанији (85%), Италији (83%), Француској (83%) и Британији (82%).
Отприлике половина или више људи у седам испитаних блискоисточних земаља такође сматра да је Кина деловала једнострано. Ово укључује 79% Израелаца, 71% Јорданаца и 68% Турака . 
У Сједињеним Државама је било релативно мање забринутости због овог проблема (60%). 
Афричке нације, посебно јака већина у Кенији (77%), Нигерији (70%), Јужној Африци (67%) и Сенегалу (62%), верују да Пекинг узима у обзир њихове интересе приликом доношења спољнополитичких одлука.  На питање 2013. да ли је Кини дато поштовање какво би требало да буде, 56% кинеских испитаника сматрало је да би према Кини требало исказати више поштовања.
| Испитана земља       | Позитивне критике | Негативна мишљења | позитивно – негативно |
| -------------------- | ----------------- | ----------------- | --------------------- |
| Шпанија              | 15%               | 68%               | -53                   |
| САД                  | 22%               | 70%               | -48                   |
| Индија               | 19%               | 60%               | -41                   |
| Турска               | 29%               | 54%               | -25                   |
| Француска            | 35%               | 60%               | -25                   |
| Индонезија           | 28%               | 50%               | -22                   |
| Уједињено Краљевство | 37%               | 58%               | -21                   |
| Немачка              | 20%               | 35%               | -15                   |
| Канада               | 37%               | 51%               | -14                   |
| Аустралија           | 46%               | 47%               | -1                    |
| Свет (осим Кине)     | 41%               | 42%               | -1                    |
| Бразил               | 45%               | 38%               | 7                     |
| Грчка                | 37%               | 25%               | 12                    |
| Перу                 | 49%               | 34%               | 15                    |
| Русија               | 44%               | 23%               | 21                    |
| Мексико              | 55%               | 26%               | 29                    |
| Кенија               | 63%               | 27%               | 36                    |
| Пакистан             | 63%               | 12%               | 51                    |
| Нигерија             | 83%               | 9%                | 74                    |
| Кина                 | 88%               | 10%               | 78                    |

| Испитана земља       | Позитивно | Негативно | позитивно – негативно |
| -------------------- | --------- | --------- | --------------------- |
| Чешка Република      | 25%       | 69%       | -44                   |
| Француска            | 21%       | 63%       | -42                   |
| Луксембург           | 24%       | 61%       | -37                   |
| Немачка              | 26%       | 61%       | -35                   |
| Сведен               | 31%       | 64%       | -33                   |
| Италија              | 29%       | 60%       | -31                   |
| Шпанија              | 19%       | 59%       | -30                   |
| Холандија            | 32%       | 60%       | -28                   |
| Данска               | 32%       | 59%       | -27                   |
| Белгија              | 34%       | 61%       | -27                   |
| Аустрија             | 34%       | 57%       | -23                   |
| Финска               | 36%       | 55%       | -19                   |
| Малта                | 30%       | 47%       | -17                   |
| Словенија            | 41%       | 53%       | -12                   |
| Пољска               | 37%       | 48%       | -11                   |
| Мађарска             | 40%       | 50%       | -10                   |
| Португал             | 36%       | 45%       | -9                    |
| Словачка             | 36%       | 44%       | -8                    |
| Ирска                | 39%       | 47%       | -8                    |
| Грчка                | 45%       | 49%       | -4                    |
| Уједињено Краљевство | 39%       | 41%       | -2                    |
| Естонија             | 43%       | 35%       | 8                     |
| Литванија            | 49%       | 36%       | 13                    |
| Хрватска             | 54%       | 39%       | 15                    |
| Бугарска             | 47%       | 31%       | 16                    |
| Румунија             | 56%       | 34%       | 22                    |
| Летонија             | 51%       | 29%       | 22                    |
| Кипар                | 58%       | 27%       | 31                    |